# Ordens honoríficas de Portugal
As Ordens honoríficas de Portugal são distinções de mérito entregues pelo Presidente da República Portuguesa em nome dos portugueses para distinguir "...em vida ou a título póstumo, os cidadãos portugueses que se notabilizem por méritos pessoais, por feitos cívicos ou militares ou por serviços prestados ao País". Estas distinções detêm nomes de ordens militares relevantes da História de Portugal, cuja tradição se perpetuou até aos dias de hoje. Existem ainda as chamadas ordens dinásticas, que no passado eram atribuídas pelo Rei, tendo sido extintas, na sua dimensão nacional, aquando da implantação da república, em 1910. Actualmente estas ordens dinásticas são atribuídas pelo Duque de Bragança, na qualidade de chefe da Casa Real Portuguesa.
É essa mesma tradição que incumbe ao Presidente da República o cargo simbólico de Grão-mestre das Ordens, e é ele quem concede todos os graus e superintende na organização e disciplina, assistido pelos chanceleres e pelos Conselhos de cada Ordem. Assim, o Presidente tem por insígnia a Banda das Três Ordens, privativa da magistratura presidencial, que não pode ser usada fora do exercício do cargo de Presidente da República Portuguesa.

## Ordens Honoríficas
Legisladas nos art.os 3.º a 11.º da Lei Orgânica das Ordens Honoríficas Portuguesas, aprovada em 1986, esta Lei consta no Decreto-Lei n.º 414-A/86, de 15 de Dezembro, e o Regulamento das Ordens Honoríficas, no Decreto-Regulamentar 71-A/86, da mesma data. Ambos decretos visavam acabar com um regime de excepção criado na sequência do movimento revolucionário do 25 de Abril de 1974.
Em 2011, é elaborada nova lei, Lei n.º 5/2011 de 2 de Março, com uma primeira alteração em 2021 pelo Decreto-Lei n.º 55/2021 de 29 de Junho, definindo as seguintes ordens:

### Antigas Ordens Militares
| Distintivo | Ordem                                                        | Graus | Fundação e Motto                                                                        | Motivos de Concessão | Fita |
| ---------- | ------------------------------------------------------------ | --- | --------------------------------------------------------------------------------------- | --- | ---- |
|            | Ordem Militar da Torre e Espada, do Valor, Lealdade e Mérito | Grande-Colar (GColTE) Grã-Cruz (GCTE) Grande-Oficial (GOTE) Comendador (ComTE) Oficial (OTE) Cavaleiro (CvTE) | D. Afonso V 1459 Valor, Lealdade e Mérito                                               | Méritos excepcionalmente distintos em órgãos de soberania ou no comando de tropas em campanha; heroísmo militar ou cívico; abnegação e sacrifício pela Pátria ou pela Humanidade. |      |
|            | Ordem Militar de Cristo                                      | Grande-Colar (GColC) Grã-Cruz (GCC) Grande-Oficial (GOC) Comendador (ComC) Oficial (OC) Cavaleiro (CvC)       | D. Dinis I 1319 In Hoc Signo Vinces (Com este sinal vencerás)                           | Destacados serviços prestados em cargos de soberania, magistratura ou diplomacia.                                                                                                 |      |
|            | Ordem Militar de Avis                                        | Grande-Colar (GColA) Grã-Cruz (GCA) Grande-Oficial (GOA) Comendador (ComA) Oficial (OA) Cavaleiro (CvA)       | D. Afonso Henriques 1166 Pax (Paz)                                                      | Altos serviços militares de Oficiais das Forças Armadas e da GNR. |      |
|            | Ordem Militar de Sant'Iago da Espada                         | Grande-Colar (GColSE) Grã-Cruz (GCSE) Grande-Oficial (GOSE) Comendador (ComSE) Oficial (OSE) Cavaleiro (CvSE) | D. Afonso Henriques 1175 Rubet Ensis Sanguine Arabum (Espada vermelha com sangue árabe) | Mérito literário, científico e artístico. |      |

### Ordens Nacionais
| Distintivo | Ordem                        | Graus | Criação | Fundador                           | Motto                                                             | Motivos de concessão | Fita |
| ---------- | ---------------------------- | --- | ------- | ---------------------------------- | ----------------------------------------------------------------- | --- | ---- |
|            | Ordem do Infante D. Henrique | Grande-Colar (GColIH) Grã-Cruz (GCIH) Grande-Oficial (GOIH) Comendador (ComIH) Oficial (OIH) Cavaleiro (CvIH) | 1960    | Presidente Américo Tomás           | Talant de Bien Faire (Vontade de Bem Fazer)                       | Serviços relevantes a Portugal, no País ou no estrangeiro, ou na expansão da cultura portuguesa, da sua História e dos seus valores.                                      |      |
|            | Ordem da Liberdade           | Grande-Colar (GColL) Grã-Cruz (GCL) Grande-Oficial (GOL) Comendador (ComL) Oficial (OL) Cavaleiro (CvL)       | 1976    | Presidente Ramalho Eanes           | Liberdade                                                         | Serviços relevantes em defesa dos valores da Civilização, em prol da dignificação do Homem e à causa da Liberdade.                                                        |      |
|            | Ordem de Camões              | Grande-Colar (GColCa) Grã-Cruz (GCCa) Grande-Oficial (GOCa) Comendador (ComCa) Oficial (OCa) Cavaleiro (CvCa) | 2021    | Presidente Marcelo Rebelo de Sousa | Aqueles que por obras valerosas se vão da lei da morte libertando | Serviços relevantes à Língua Portuguesa e à sua projeção no Mundo e à intensificação das relações culturais entre os povos e as comunidades que se exprimem em Português. |      |

### Ordens de Mérito Civil
| Distintivo | Ordem                       | Graus                                                                                | Criação | Fundador           | Motto                                              | Motivos de concessão | Fita |
| ---------- | --------------------------- | ------------------------------------------------------------------------------------ | ------- | ------------------ | -------------------------------------------------- | --- | ---- |
|            | Ordem do Mérito             | Grã-Cruz (GCM) Grande-Oficial (GOM) Comendador (ComM) Oficial (OM) Medalha (MM)      | 1929    | Presidente Carmona | Bem Merecer                                        | Actos ou serviços meritórios no exercício de funções públicas ou privadas que revelem abnegação em favor da colectividade. |      |
|            | Ordem da Instrução Pública  | Grã-Cruz (GCIP) Grande-Oficial (GOIP) Comendador (ComIP) Oficial (OIP) Medalha (MIP) | 1929    | Presidente Carmona | Instrução                                          | Altos serviços prestados na Educação e no Ensino.                                                                          |      |
|            | Ordem do Mérito Empresarial | Grã-Cruz (GCME) Grande-Oficial (GOME) Comendador (ComME) Oficial (OME) Medalha (MME) | 1893    | Rei D. Carlos I    | Mérito Agrícola Mérito Industrial Mérito Comercial | Serviços relevantes em prol da agricultura, indústria, comércio ou turismo.                                                |      |

## Graus
O Presidente da República é por inerência Grão-Mestre de todas as Ordens Honoríficas Portuguesas. Os Presidentes da República, aquando do final do mandato, recebem ex officio (isto é sem necessidade de acto de agraciamento) o grau de Grande-Colar da Ordem Militar da Torre e Espada.
As Ordens Honoríficas Portuguesas têm duas categorias de membros: 
- Titulares;
- Honorários.

São titulares os cidadãos portugueses agraciados com as Ordens, sendo honorários os cidadãos estrangeiros e as instituições e localidades nacionais ou estrangeiras condecoradas.
A Ordens incluem seis graus, em ordem decrescente de preeminência:
- Grande-Colar (grau especial)
- Grã-Cruz
- Grande-Oficial
- Comendador
- Oficial
- Cavaleiro / Dama ou Medalha

O Grande-Colar é um grau especial existente somente nas Ordens da Torre e Espada, de Sant'Iago da Espada, do Infante D. Henrique e da Liberdade (e, a partir de 2021, também nas Ordens de Cristo e Avis), sendo tradicionalmente reservado a Chefes de Estado, salvo raras excepções que traduzem uma especial distinção.
O grau de Cavaleiro ou Dama existe somente nas Antigas Ordens Militares e nas Ordens Nacionais, sendo substituído pela Medalha nas Ordens de Mérito Civil.
Quando a condecoração se destine a galardoar feitos heróicos em campanha militar é concedida com palma.
O título de Membro-Honorário pode ser atribuído a instituições e localidades.
Para além dos cidadãos nacionais também os cidadãos estrangeiros podem ser agraciados com as Ordens Honoríficas Portuguesas.

## Insígnias
Constituem insígnias das Ordens Honoríficas Portuguesas o grande-colar, o colar, a banda, a fita, a placa, a medalha e o laço. São ainda insígnias das Ordens a miniatura e a roseta.

### Grande-Colar
O grande-colar, constituído por um colar de ouro esmaltado de grandes dimensões, é reservado ao grau de Grande-Colar, grau máximo existente somente nas Antigas Ordens Militares (Torre e Espada, Cristo, Avis, Sant'Iago da Espada) e nas Ordens Nacionais (Infante D. Henrique, Liberdade, Camões).

### Colar
Aos graus de Grã-Cruz, Grande-Oficial, Comendador e Oficial das Ordens da Torre e Espada e de Sant'Iago da Espada cabe um colar de ouro esmaltado.
Aos Cavaleiros e Damas das mesmas Ordens cabe um colar de prata esmaltada, no restante idêntico aos colares dos graus de Grã-Cruz a Oficial.

### Banda
A banda, posta a tiracolo da direita para a esquerda, é reservada aos graus de Grande-Colar e Grã-Cruz.

### Fita
Os Grandes-Oficiais e Comendadores usam uma fita, pendente do pescoço, idêntica para ambos os graus. A diferença das insígnias encontra-se na placa, sendo de ouro esmaltado para Grande-Oficial e de prata esmaltada para Comendador. 
As senhoras agraciadas usam laço em vez de fita.
Nas Ordens da Torre e Espada e de Sant'Iago da Espada a fita e o laço são substituídos pelo respectivo colar.

### Placa
Aos graus de Grande-Colar a Comendador cabe uma placa, sendo de ouro esmaltado para Grande-Colar, Grã-Cruz e Grande-Oficial, e de prata esmaltada para Comendador.

### Medalha
Os Oficiais e Cavaleiros usam uma medalha, com fivela dourada. No caso dos Oficiais dispõe de uma roseta da cor da fita sobre a fivela. 
As senhoras agraciadas usam laço pequeno em vez de medalha. O laço dispõe de roseta no nó para o grau de Oficial, sendo simples para as Damas.

### Miniatura e roseta
São ainda insígnias das Ordens a miniatura e a roseta.
A miniatura, idêntica para todos os graus, consta do distintivo em miniatura suspenso de uma pequena fita da cor da Ordem.
A roseta, da cor da Ordem, tem as seguintes diferenças: roseta filetada interiormente de ouro para Grande-Colar, roseta com galão de ouro para Grã-Cruz, roseta com galão de ouro e prata para Grande-Oficial, roseta com galão de prata para Comendador, roseta singela para Oficial e uma pequena fita (sem roseta) para Cavaleiro, Dama ou Medalha.

### Laço
Ao grau de Membro-Honorário cabe o laço previsto como insígnia para as instituições e localidades.

## Abreviaturas
Graus:
- GCol: Grande-Colar
- GC: Grã-Cruz
- GO: Grande-Oficial
- Com: Comendador
- O: Oficial
- Cav: Cavaleiro
- Dam: Dama
- Med: Medalha
- MedO: Medalha Ouro
- MedP: Medalha Prata
- MH: Membro Honorário

Ordens:
- TE: Torre e Espada, do Valor, Lealdade e Mérito
- C: Cristo
- A: Avis
- SE: Santiago da Espada
- IH: Infante D. Henrique
- L: Liberdade
- M: Mérito
- IP: Instrução Pública
- MA: Mérito Empresarial (Classe Mérito Agrícola)
- MC: Mérito Empresarial (Classe Mérito Comercial)
- MI: Mérito Empresarial (Classe Mérito Industrial)

Bandas:
- BTO: Banda das Três Ordens (reservada ao Presidente da República em exercício)
- BDO: Banda das Duas Ordens (extinta)

Ordens extintas:
- B: Benemerência (antiga designação da Ordem do Mérito)
- IC: Império Colonial (antiga designação da Ordem do Império)
- I: Império

## Ordem de precedência

### Insignias das Ordens Honoríficas
As insígnias das condecorações nacionais precedem as estrangeiras pela seguinte ordem de precedência.
- 1.ª – Ordem Militar da Torre e Espada, do Valor, Lealdade e Mérito
- 2.ª – Ordem Militar de Cristo
- 3.ª – Ordem Militar de Avis
- 4.ª – Ordem Militar de Sant’Iago da Espada
- 5.ª – Ordem do Infante D. Henrique
- 6.ª – Ordem da Liberdade
- 7.ª – Ordem de Camões
- 8.ª – Ordem do Mérito
- 9.ª – Ordem da Instrução Pública
- 10.ª – Ordem do Mérito Empresarial

### Regulamento da Medalha Militar
De acordo com a actualização legislativa do Regulamento da Medalha Militar - Decreto-lei n.º 316/2002, de 27 de Dezembro de 2002, a ordem de precedência das condecorações individuais (usadas no lado esquerdo do peito) é a seguinte:
- 1.ª – Ordem Militar da Torre e Espada, do Valor, Lealdade e Mérito
- 2.ª – Medalha de Valor Militar
- 3.ª – Medalha da Cruz de Guerra
- 4.ª – Ordem Militar de Cristo
- 5.ª – Ordem Militar de Avis
- 6.ª – Medalha de Serviços Distintos
- 7.ª – Medalha de Mérito Militar
- 8.ª – Ordem Militar de Sant’Iago da Espada
- 9.ª – Ordem do Infante D. Henrique
- 10.ª – Ordem da Liberdade
- 11.ª – As medalhas privativas, pela seguinte ordem:
  - Medalha da Defesa Nacional
  - Medalha da Cruz de São Jorge
  - Medalha da Cruz Naval
  - Medalha de D. Afonso Henriques - Mérito do Exército
  - Medalha de Mérito Aeronáutico
- 12.ª – Medalha de Comportamento Exemplar
- 13.ª – Medalha dos promovidos por feitos distintos em Campanha
- 14.ª – Medalha dos feridos em campanha
- 15.ª – Medalha de reconhecimento
- 16.ª – Medalha comemorativa das campanhas
- 17.ª – Medalha comemorativa de comissões de serviço especiais
- 18.ª – Outras condecorações nacionais, sendo a respectiva precedência determinada pela ordem cronológica da sua instituição
- 19.ª – Condecorações estrangeiras, sendo a respectiva precedência determinada pela ordem alfabética dos nomes das respectivas nações ou organizações em língua portuguesa

Nota: A Ordem do Império, a medalha de serviços distintos ou relevantes no ultramar e a medalha da vitória mantêm para os possuidores destes galardões as posições de precedência previstas no Regulamento revogado (Artigo 2.º do Decreto-lei n.º 316/2002, de 27 de Dezembro de 2002).

## Conselhos das Ordens
Existem três Conselhos na Chancelaria das Ordens Honoríficas Portuguesas. Cada Conselho é composto por um chanceler, que preside, e por 8 vogais. Todos os membros são nomeados por decreto do Presidente da República. No mandato do Presidente Marcelo Rebelo de Sousa (desde 2021) são os seguintes:

### Conselho das Antigas Ordens Militares
Chanceler:
- Jaime Gama GCC GCIH GCL

Vogais:
- Coronel Fernando Gil Almeida Lobato de Faria OTE
- Coronel Raúl Folques OTE GOA
- Maria de Belém Roseira GCC
- Embaixador Fernando António de Lacerda Andresen Guimarães GCC GCIH
- General Luís Araújo GCC GCA
- Almirante Francisco António Torres Vidal de Abreu GCC GCA
- Raquel Soeiro de Brito GOSE
- Cardeal D. José Tolentino de Mendonça ComSE ComIH (2021-2022)[13]
- Padre Nuno da Silva Gonçalves GOSE (2022-presente)[14]

### Conselho das Ordens Nacionais
Chanceler:
- Manuela Ferreira Leite GCC GCIH

Vogais:
- Isabel Mota GCIH
- José Silva Peneda GCIH
- Manuel Braga da Cruz GCIH
- António Bagão Félix GCIH
- Arnaldo Manuel da Rocha Pereira Coutinho GCC GCIH
- Elvira Fortunato GOIH
- Joana Carneiro ComIH
- Maria Teresa Tito de Morais Mendes GOL

### Conselho das Ordens de Mérito Civil
Chanceler:
- Helena Nazaré GCIP

Vogais:
- Embaixador Francisco Seixas da Costa GCC OIH GOM
- Eugénio José da Cruz Fonseca GOM
- Isabel Jonet GOM
- José Carlos Diogo Marques dos Santos GCIP
- Graça Carvalho GOIP
- Engenheira Olga Maria Carrasqueira Laureano ComMA
- Maria da Conceição Rodrigues Leal ComMC
- Isabel Maria Gonçalves Folhadela de Oliveira Mendes Furtado ComMI